# 필묵장수
《필묵장수》는 1983년 10월 29일에 방영된 TV문학관이다.

## 줄거리
집도 절도 없는 외로운 필묵장수 서 노인(김순철)은 오늘도 필묵 꾸러미를 지고 이 고장 저 고장을 전전하고 있다. 그는 20여 년 동안 글씨와 묵화에 전념하고서도 단 한폭의 생명력 있는 작품을 그리지 못한 관계로 여기저기 오가면서도 전전긍긍하고 있다. 그러던 어느 날 서 노인은 우연히 소박하고 순수한 한 여인(윤미라)을 만나게 되는데...

## 출연
- 김순철
- 윤미라
- 김성원
- 오현경
- 이종만
- 백준기
- 김일란
- 이현두
- 이춘식
- 최승철
- 정재순
- 반문섭
- 조은덕
- 최헌철
- 황민
- 이재신
- 조성희
- 권재희
- 박현정
- 최동균
- 이현정
- 최재현
- 임종만
- 서정희
- 홍상혁